# Feliks Barbarowicz
Feliks Barbarowicz (ur. 10 grudnia 1929 w Janowie, zm. 12 lipca 1998) – polski działacz partyjny i państwowy, strażak w stopniu starszego brygadiera, w latach 1975–1983 wicewojewoda słupski.

## Życiorys
Syn Józefa i Adeli. Urodził się we wsi Janowo na Wileńszczyźnie. W sierpniu 1946 roku w ramach akcji repatriacyjnej samotnie wyjechał do Polski, gdzie zamieszkał w Giżycku, gdzie podjął pracę jako robotnik drogowy. Na przełomie 1946 i 1947 roku krótko pracował jako piekarz w Człopie, a od 1947 roku zatrudniony był w Czaplicach jako robotnik rolny.
Został zawodowym strażakiem, dosłużył się stopnia pułkownika (starszego brygadiera) pożarnictwa. Współautor okolicznościowej publikacji na temat pożarnictwa i redaktor prasy specjalistycznej.
W 1948 wstąpił do Polskiej Zjednoczonej Partii Robotniczej. Związał się z Komitetem Powiatowym PZPR w Wałczu, gdzie od 1952 był instruktorem i kierownikiem Wydziału Propagandy. W 1953 został sekretarzem ds. propagandy w tej jednostce. Na początku lat 60. zasiadał w Komitecie Wojewódzkim PZPR w Koszalinie i był I sekretarzem Komitetu Powiatowego PZPR w Świdwinie. Od 1975 do 1981 należał do egzekutywy Komitetu Wojewódzkiego PZPR w Słupsku. Jednocześnie od czerwca 1975 do 1983 pełnił funkcję wicewojewody słupskiego, a od lat 70. kierował też słupskim zarządem wojewódzkim Ochotniczej Straży Pożarnej. W 1988 został dyrektorem Centralnego Muzeum Pożarnictwa w Mysłowicach, stanowisko zajmował do śmierci. W 1997 wybrano go prezesem Związku Ochotniczych Straży Pożarnych w województwie katowickim.
Był żonaty z Genowefą, w 1998 wraz z małżonką odznaczony Medalem za Długoletnie Pożycie Małżeńskie. Poza tym został także odznaczony Krzyżem Oficerskim Orderu Odrodzenia Polski i Złotym Znakiem Związku Ochotniczych Straży Pożarnych Rzeczypospolitej Polskiej.